# 개인 유전체학
개인 유전체학은 한 개인의 총 유전체를 해석하고 그에서 파생되는 각종 질병, 노화, 신약개발등을 체학적으로 연구하는 유전체학의 한 분야를 말한다. 개인유전체를 해석할 수 있는 비용이 급속히 떨어짐에 따라, 최근에 크게 대두되고 있는 분야이다.

## 같이 보기
- 개인게놈프로젝트 (Personal Genome Project)
- 약학유전체학
- 영양유전체학
- 차세대 염기서열 분석